# Курдгелаури
Курдгелаури (груз. კურდღელაური) — село в Грузии, в муниципалитете Телави края Кахетия. 

## География
Село расположено в западной части края, в 3 километрах по прямой к северо-востоку от центра муниципалитета Телави. Высота центра — 530 метров над уровнем моря.

## Население
По данным переписи населения 2014 года, в селе проживало 3962 человека.
| год  | население |
| ---- | --------- |
| 2002 | 4202      |
| 2014 | 3962      |

## Экономика
В окрестностях села культивируются виноградники: село входит в базу производства вина Цинандали.